# شهرستان خوانسار
شهرستان خوانسار یکی از شهرستان‌های استان اصفهان است. مرکز این شهرستان، شهر خوانسار است.

## پیشینه تاریخی
پیشینه آبادی و زندگی در محدوده شهرستان خوانسار به پیش از اسلام می‌رسد. وجود آتشکده و غار هیکل، اسامی باستانی تعداد قابل توجهی از روستاهای این منطقه، وجود زبان و گویش مستقل خوانساری که از گویش‌های پارسی میانه مربوط به دوران ساسانیان است و وجود سکنه یهودی تا دهه ۱۳۵۰ در قدیمیترین نقاط شهری خوانسار (محله شهرک) نشان دهنده تاریخ کهن این منطقه می‌باشد.

## موقعیت جغرافیایی
این شهرستان در شمال غرب استان اصفهان واقع و از سمت شمال به شهرستان گلپایگان، از سمت شرق به شهرستان نجف‌آباد و از جنوب و غرب به شهرستان فریدن و شهرستان بوئین میاندشت محدود می‌باشد. شهر خوانسار در موقعیت جغرافیایی ۳۳درجه و ۱۳ دقیقه عرض شمالی و ۵۰درجه و ۱۹دقیقه طول شرقی قرار دارد. فاصله مرکز این شهرستان از مرکز استان ۱۵۵کیلومتر و از پایتخت کشور تهران ۳۸۰ کیلومتر می‌باشد. بیشینه دمای این شهرستان در طول سال ۳۶٫۵ و کمینه آن ۱۲٫۵- می‌باشد. مساحت حوزه استحفاظی شهرستان خوانسار ۹۵۷۸۰ هکتار می‌باشد و مساحت محدوده و حریم شهر به ترتیب ۱۲۲۳ و ۶۸۸۹ هکتار می‌باشد.
به استناد نقشه‌های ۱:۲۵۰۰۰ سازمان نقشه‌برداری کشور حداقل ارتفاع شهرستان ۱۹۷۹ متر و حداکثر ارتفاع آن ۳۴۴۶ متر از سطح دریاهای آزاد است. و از این جهت جز ده شهر مرتفع ایران به حساب می‌آید.

## مردم
در ارتباط با لهجه،گویش یا زبان‌های رایج در خوانسار نیز چنین باید بیان شود که در این شهرستان، مشابه بسیاری از مناطق دیگر سرزمین ایران، گروه‌های مختلف زبانی دیده می‌شود. بااین‌حال، در شهر خوانسار برخی از مردمان ساکن در بسیاری از محلات، معمولاً به گویش مستقلِ معروف به «گویش خوانساری» سخن می‌گویند. این گویش ریشه در زبان فارسی قدیم داشته و از قبل از اسلام تا به امروز در این شهر رایج است. گویش خوانساری از زبان‌های ایرانی مرکزی و شاخه‌ای از زبان‌های ایرانیِ غربی شمالی و بالأخره شاخه‌ای از زبان‌های هندواروپایی محسوب می‌گردد. این گویش به‌دلیل کاهش شدید گویشوران آن و نیز به علت مهاجرت برخی از اهالی بومی از خوانسار، و نیز نفوذ رسانه‌ها، و هم‌چنین بی‌انگیزگی و استقبال نشدن توسط نسل‌های جدید، در معرض خطر نابودی قرار دارد. علاوه بر گویش خوانساری، مردمان ساکن در برخی روستاهای تابعهٔ خوانسار نیز از لهجه یا زبان دیگری استفاده می‌کنند، که برای نمونه می‌توان به لهجهٔ نزدیک به گلپایگانیِ اهالی ساکن در روستای ویست و زبان ترکی برخی از ساکنان روستاهای کهرت و ارجنک و خشکرود و… اشاره کرد. علاوه بر این برخی از مردم ساکن مناطقی چون تیدجان و قودجان و بیدهند و هرستانه و… به فارسی تکلم می‌کنند و گاه لهجهٔ مخصوص به خود را دارند. این شهرستان در حال حاضر حدود ۳۲ هزار نفر جمعیت دارد که شامل گروه‌های مختلف قومی مثل فارس، لر، ترک و سایر می‌شود.

## تقسیمات کشوری
شهرستان خوانسار دارای ۱ بخش، ۳ دهستان و ۲ شهر به شرح زیر است:

### شهرستان خوانسار
| بخش   | مرکز بخش | جمعیت بخش ۱۳۹۵ | نام دهستان | مرکز دهستان | جمعیت دهستان ۱۳۹۵ | شهر          | جمعیت شهر ۱۳۹۵       |
| ----- | -------- | -------------- | ---------- | ----------- | ----------------- | ------------ | -------------------- |
| مرکزی | خوانسار  | ۳۳٬۰۴۹ نفر     | گلسار      | ارجنک       | ۴٬۲۱۱ نفر         | خوانسار ویست | ۲۱٬۳۳۸ نفر ۲٬۵۱۴ نفر |
| مرکزی | خوانسار  | ۳۳٬۰۴۹ نفر     | چشمه‌سار    | قودجان      | ۳٬۸۳۲ نفر         | خوانسار ویست | ۲۱٬۳۳۸ نفر ۲٬۵۱۴ نفر |
| مرکزی | خوانسار  | ۳۳٬۰۴۹ نفر     | کوهسار     | رحمت‌آباد    | ۲٬۷۲۵ نفر         | خوانسار ویست | ۲۱٬۳۳۸ نفر ۲٬۵۱۴ نفر |

## مشاهیر
محمدجواد ظریف خوانساری وزیر پیشین امور خارجه در دولت یازدهم و دولت دوازدهم و معاون راهبردی سابق رئیس‌جمهور در دولت چهاردهم ، مهدی غضنفری مدیر عامل صندوق توسعه ملی و  علی‌اکبر محرابیان وزیر صنعت معدن و تجارت در دولت دهم و وزیر نیرو دولت سیزدهم از جمله مشاهیر سیاسی خوانساری الاصل یا متولد خوانسار هستند.

## آثار تاریخی
خوانسار دارای ۵۰ اثر تاریخی است که ۲۳ اثر آن ثبت ملی شده است.

### تپه آریایی‌ها
این تپه واقع در روستای  رحمت‌آباد در ۳۵ کیلومتری شمال شرق شهرستان خوانسار قرار دارد که مربوط به دوره آریایی‌ها و قدمتی حدود ۸هزار سال است. این تپه تاریخی به دلیل زندگی اقوام پیشین در غارهایی که در دل این تپه تاریخی کنده شده شهرت دارد. در زیر این تپه تاریخی اغلب غارها که محل زندگی انسان بوده به هم وصل است و هنوز آثاری از درب‌های سنگی و … در این تپه موجود است.

## جمعیت
براساس سرشماری عمومی نفوس و مسکن در سال ۱۳۹۵، جمعیت شهرستان خوانسار برابر با ۳۳٬۰۴۹ نفر بوده است.